# Ronde van Skarsterlân

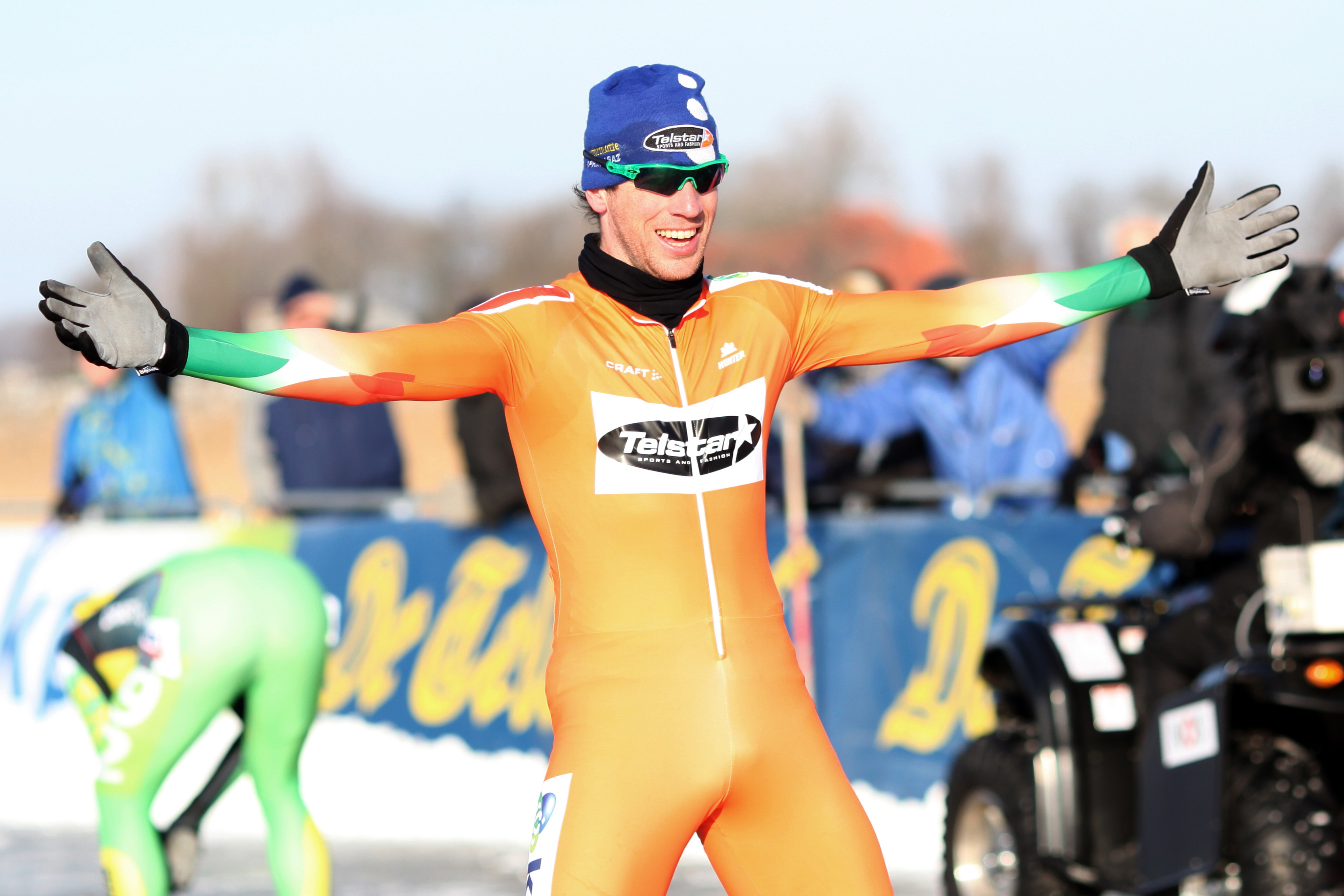
Rob Hadders wint de tweede editie

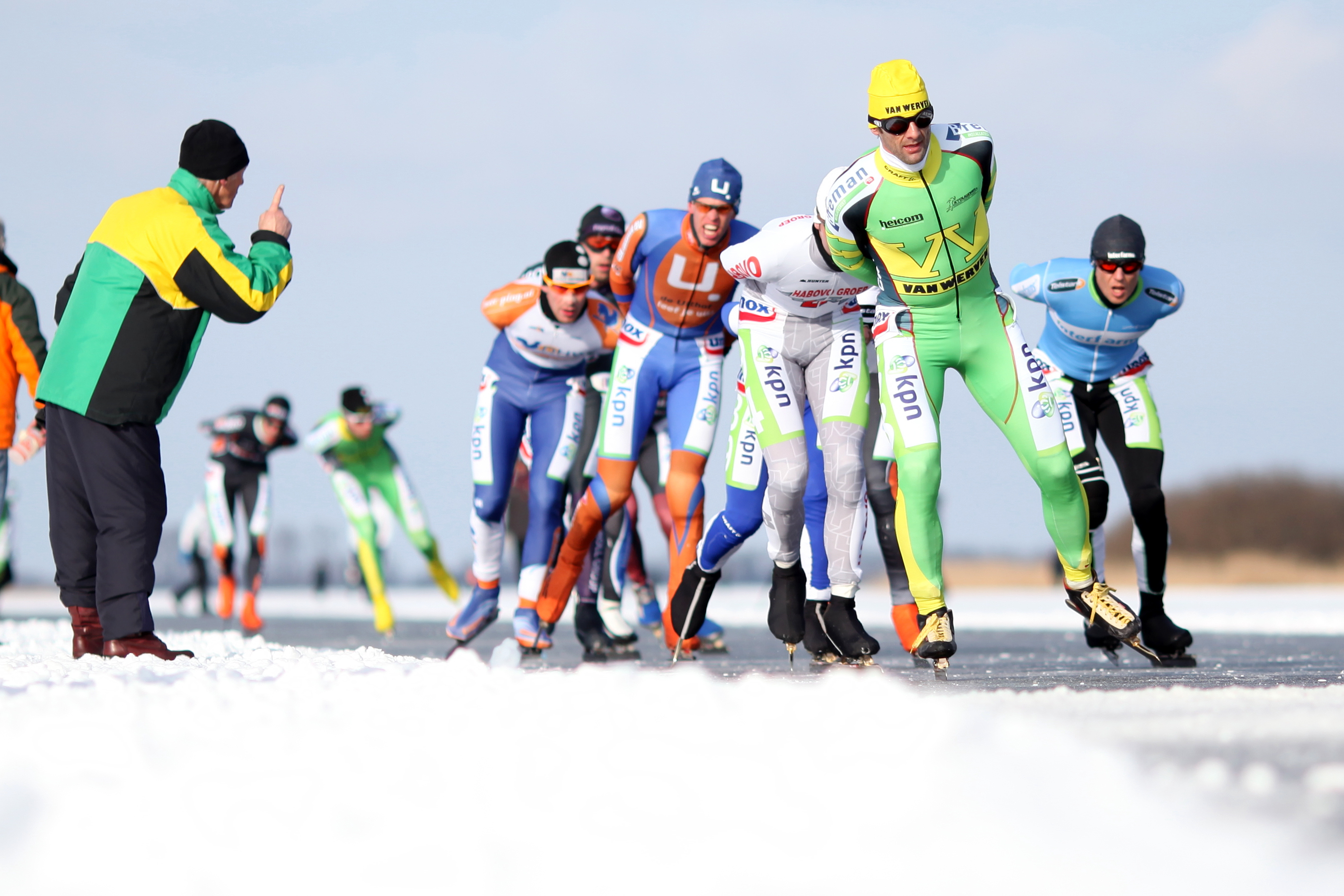
De Ronde in 2012

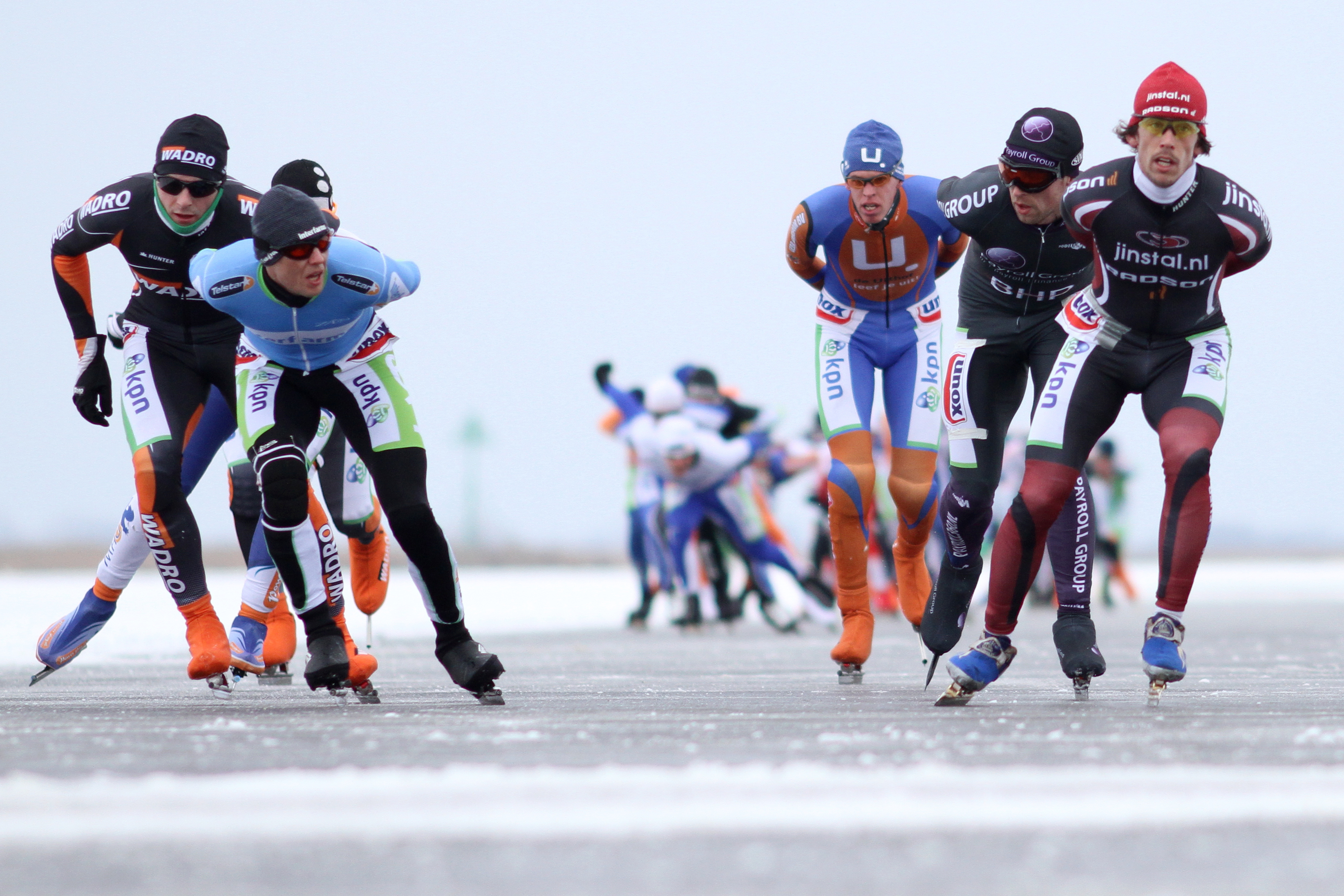
De Ronde in 2012

De Ronde van Skarsterlân is een natuurijsklassieker die wordt verreden in de voormalige Friese gemeente Skarsterlân, op het ijs van de Goëngarijpsterpoelen. De wedstrijd telt vanaf 2012 mee voor het klassement van natuurijsklassiekers.

## Geschiedenis

### Editie seizoen 2010-2011
De eerste editie van de Ronde van Skarsterlân vond plaats op de Goingarijpsterpoelen op 24 december 2010, een dag na het Nederlands kampioenschap op de Belterwiede. De initiatiefnemer was Eric-Jan Hagendoorn, uiteindelijk stonden er 26 mannen aan de start in Goingarijp. Er werd toen nog geen editie voor vrouwen georganiseerd. De wedstrijd werd in een spurt met vijf schaatsers gewonnen door Ralf Zwitser voor Joost Juffermans en Geert Jan van der Wal.

### Editie seizoen 2011-2012
Ook de tweede editie van de Ronde van Skarsterlân vond plaats op de dag na het Nederlands kampioenschap, ditmaal op 9 februari 2012. Doordat de ronde vanaf dit jaar officieel meetelde voor het natuurijsklassement kwam er meer aandacht van de media en stonden er nu 67 man aan de start. Bij de mannen won Rob Hadders in de spurt voor Gary Hekman en Frank Vreugdenhil. De vrouwen reden in 2012 voor de eerste maal de Ronde van Skarsterlân, er stonden slechts zestien vrouwen aan de start. De overwinning ging naar Foske Tamar van der Wal voor Jolanda Langeland en Erna Last-Kijk in de Vegte.

### Editie seizoen 2012-2013
De derde editie werd wederom op de dag na het NK marathon georganiseerd en werd gewonnen door Bob de Vries bij de mannen en Foske Tamar van der Wal bij de vrouwen.

## Uitslagen
| Jaar | Datum       | Wedstrijd                | Mannen | Mannen       | Mannen     | Mannen  | Vrouwen | Vrouwen                 | Vrouwen    | Vrouwen |
| Jaar | Datum       | Wedstrijd                | Km     | Winnaar      | Woonplaats | Tijd    | Km      | Winnares                | Woonplaats | Tijd    |
| ---- | ----------- | ------------------------ | ------ | ------------ | ---------- | ------- | ------- | ----------------------- | ---------- | ------- |
| 2010 | 24 december | 1e Ronde van Skarsterlân | 100    | Ralf Zwitser | Haarlem    |         |         |                         |            |         |
| 2012 | 9 februari  | 2e Ronde van Skarsterlân | 100    | Rob Hadders  | Groningen  | 2:41:46 | 60      | Foske Tamar van der Wal | Grijpskerk | 1:33:52 |
| 2013 | 26 januari  | 3e Ronde van Skarsterlân | 100    | Bob de Vries | Haule      | 2:48:29 | 60      | Foske Tamar van der Wal | Grijpskerk | 1:48:17 |